# 소이어 풀턴

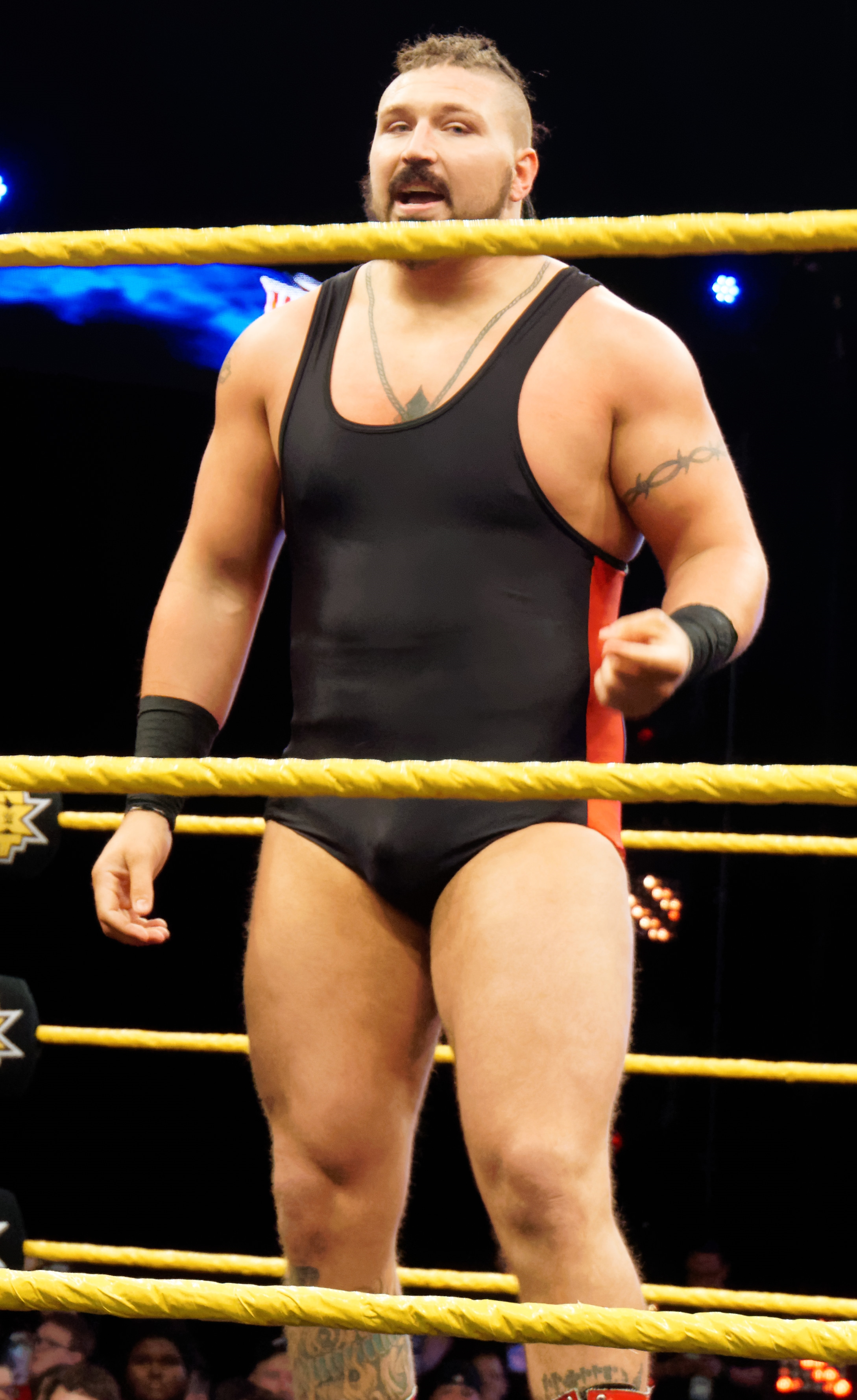

소이어 풀턴(Sawyer Fulton, 1988년 4월 2일 ~ )은 본명은 제이콥 사우쓰위크(Jacob Southwick)다. 키는 205cm(6 ft 9 in)에다가 몸무게는 146kg(321 lb)나가는 어마어마한 체격이다. 미국의 남자 프로레슬링선수다. 미국 털리도 오하이오의 사람이지만 2010년 프로레슬링 입문으로 밝혀졌다. 예전에 인디단체 시절 링네임은 빅 제이크 사우스(Big Jake South)라는 활동을 한적도 있다. 2012년 ~ 2017년까지는 WWE NXT 링네임이 소이어 풀턴(Sawyer Fulton)로서 활동을 했지만 하지만 임팩트 레슬링 링네임이 매드맨 풀턴(Madman Fulton)이라는 사용을 한다. 그러나 2022년 임팩트 레슬링은 아예 방출된 상태다. 시그니처는 프론트 파워슬램, 딜레이 바디 슬램이나 스피닝 것렌치 수플렉스, 에스티오 백브레이커로 사용을 한다. 피니쉬는 배럴 덴 배런(스쿱 리버스 에스티오)로 사용을 한다. 2019년부터 사용을 하기 시작을 한다.
- Finishing moves
  - Better Than Baron (Scoop reverse STO) - 2019-2022
- Signature moves
  - Chokeslam
  - Delayed body slam
  - Diving leg drop
  - Front powerslam
  - Running splash
  - Snake eyes
  - Spinning gutwrench suplex
  - STO backbreaker
  - Throw
- Manager
  - Ace Austin
  - Dave Crist
  - Eric Young
  - Nikki Cross
  - Sami Callihan
- Nicknames
  - "Big"
  - "Madness"
  - "The Monster"
- Entrance themes
  - "Open the Gates" by Chris Hanning & Tom Hedden (WWE NXT; 2015-2016)
  - "Controlled Chaos" by CFO$ (WWE NXT; 2016-2017; used as a member of Sanity)
  - "oVe" by Stefon Galifianakis" (Impact Wrestling; 2019-2020; used as a member of Ohio Versus Everything)
  - "Pumped To Win" (Impact Wrestling; 2020-2022; used as a member of Ace Austin)
  - "Rogue Rage" by Morgan Sansous & Leo Natale (Impact Wrestling; 2020-2022)

## 수상
- WWA 태그팀 챔피언 (1회) - 에이스 오스틴
- ASWA 월드 헤비웨이트 챔피언 (2회)
- AEW/ARW 태그팀 챔피언 (1회) - 버티고 리베라
- 미드-오하이오 태그팀 챔피언 1회 - 키러스 포
- 랭크드 넘버 173 오브 더 탑 500 싱글즈 레슬링 인 더 PWI 500 인 2019